# فروشگاه جی‌پی‌تی
فروشگاه جی‌پی‌تی (به انگلیسی: GPT Store) پلتفرمی است که توسط اوپن‌ای‌آی توسعه یافته تا کاربران و توسعه دهندگان بتوانند بدون نیاز به مهارت‌های برنامه‌نویسی پیشرفته، جی‌پی‌تی‌های خود را ایجاد و سپس انتشار دهند و کسب درآمد کنند. جی‌پی‌تی‌ها برنامه‌های سفارشی شده‌ای هستند که با استفاده از چت‌بات هوش مصنوعی معروف به چت‌جی‌پی‌تی ساخته شده‌اند.

## تاریخچه
فروشگاه جی‌پی‌تی در اکتبر ۲۰۲۳ معرفی شد و در ژانویه ۲۰۲۴ راه اندازی شد. طبق گفته اوپن‌ای‌آی، هدف این پلت فرم دموکراتیک کردن دسترسی به هوش مصنوعی پیشرفته و تسهیل ایجاد ساخت چت بات‌های سفارشی بدون نیاز به مهارت‌های برنامه‌نویسی پیشرفته است. این پلتفرم بخاطر پتانسیل نوآورانه و فرصت‌های کسب درآمد، توجه توسعه دهندگان و شرکت‌ها را به خود جلب کرده است. این فروشگاه در ابتدا فقط برای مشتریان پولی در دسترس بود که در ماه می ۲۰۲۴ دسترسی رایگان شد.

## ویژگی‌ها
فروشگاه جی‌پی‌تی به کاربران این امکان را می‌دهد تا چت بات‌هایی متناسب با نیازهای مختلف مثل خدمات مشتری، کمک شخصی، ایجاد ویدئو و تصویر و غیره، ایجاد و سفارشی کنند. جی‌پی‌تی‌ها به بخش‌های مختلفی از جمله برنامه‌نویسی، آموزش و پژوهش دسته‌بندی می‌شوند. این پلتفرم به گونه ای طراحی شده است که کاربر پسند باشد به همراه ابزارهای بصری که نیازی به دانش فنی پیشرفته ندارند.
سازندگان جی‌پی‌تی می‌توانند از جی‌پی‌تی‌های ساخته خود، از طریق اشتراک یا پرداخت هزینه به ازای استفاده، کسب درآمد کنند. همچنین فروشگاه جی‌پی‌تی دارای سیستم رتبه‌بندی مبتنی بر ستاره برای ارزیابی جی‌پی‌تی است، شبیه به فروشگاه‌های برنامه دیگر مانند فروشگاه اپ استور اپل و گوگل پلی.

## حواشی
علیرغم موفقیت، فروشگاه جی‌پی‌تی با انتقادهایی در مورد نقض احتمالی کپی رایت مواجه شده است. برخی از کاربران و شرکت‌ها در مورد استفاده از محتوای تولید شده توسط هوش مصنوعی که ممکن است حقوق مالکیت معنوی را نقض کند، ابراز نگرانی کرده‌اند. برای مثال، معلمی ادعا کرده که برخی از دانش‌آموزان جی‌پی‌تی‌هایی ایجاد کرده‌اند که امکان دسترسی به محتوای کتاب‌های دارای حق تکثیر چاپ را فراهم می‌کنند.